# パトリシア・アランダ
パトリシア・アランダ（Patricia Aranda、女性、1979年6月27日 - ）は、スペインのバレーボール選手。ポジションはセッター。元スペイン代表。

## 来歴
- クラブチーム

グラナダ県マラセーナ出身。1995年、CD Universidad de Granadaへ入団。4年在籍し、国内リーグでは1997/98シーズンに準優勝、1998/99シーズンに3位の成績を残した。1999/00シーズンよりCV Albaceteへ移籍し、3年間プレーした。2002年、再びCD Universidad de Granadaへ加入して3シーズンプレーした。2005/06シーズンからCV Playas de Benidormで2年プレーした。2007/08シーズンはCiudad Las Palmas GC Canturでプレーした。2009/10シーズンはスペイン2部のCV Mirandaでプレーした。2010/11シーズンはCAVムルシア2005に移籍し国内リーグで準優勝、スペインカップで優勝を果たすが、シーズン終了後にチームが活動休止することになった。その後はフランスのBéziers Volleyへ移籍し、2011/12シーズンのフランスLigueAで3位となり自身はMVPとベストセッター賞を受賞した。2012/13シーズンのフランスLigueAではチーム準優勝へ導いた。2013/14シーズンはペルーのCV Universidad César Vallejoへ移籍し、ペルーリーグで3位となった。2014/15シーズンはCV Deportivo Géminisでプレーし、リーグ準優勝し自身はベストセッター賞を受賞した。2015/16シーズンは再びCV Universidad César Vallejoでプレーした。2016/17シーズンはUniversidad San Martínでプレーしペルーリーグ準優勝、南米クラブ選手権3位に入った。2017/18シーズンからCristal - Bancoperで3年間プレーした。その後はCV Harisへ移籍し、 2020/21シーズンの国内リーグで3位、2021/22シーズンの国内リーグとスペインカップで優勝、2022/23シーズンの国内リーグで準優勝、スペインカップ優勝のタイトルに貢献した。国内リーグではベストセッター賞を2年連続で受賞している。2023/24シーズンはCV Emevé Lugoと契約し44歳になる今も現役を続けている。
- 代表チーム

アンダーカテゴリーの代表として1995年のU-18欧州選手権に出場し8位となった。2001年、シニアのスペイン代表に初選出された。2007年、欧州選手権に出場した。2011年の欧州選手権では正セッターとしてチームを牽引した。2013年には代表の主将を務め、欧州選手権に出場した。2023年、10年ぶりに代表復帰し、欧州選手権に出場した。

## 球歴
- 欧州選手権 - 2007年、2011年、2013年、2023年

## 受賞歴
- 2012年　2011/12フランスリーグ　MVP、ベストセッター賞
- 2015年　2014/15ペルーリーグ　ベストセッター賞
- 2022年　2021/22スペインリーグ　ベストセッター賞
- 2023年　2022/23スペインリーグ　ベストセッター賞

## 所属クラブ
- CD Universidad de Granada（1995-1999年）
- CV Albacete（1999-2002年）
- CD Universidad de Granada（2002-2005年）
- CV Playas de Benidorm（2005-2007年）
- Ciudad Las Palmas GC Cantur（2007-2008年）
- Universidad de Burgos（2008-2009年）
- CV Miranda（2009-2010年）
- CAVムルシア2005（2010-2011年）
- Béziers Volley（2011-2013年）
- CV Universidad César Vallejo（2013-2014年）
- CV Deportivo Géminis（2014-2015年）
- CV Universidad César Vallejo（2015-2016年）
- Universidad San Martín（2016-2017年）
- Cristal - Bancoper（2017-2020年）
- CV Haris（2020-2023年）
- CV Emevé Lugo（2023-）